# 口和郷土資料館
口和郷土資料館（くちわきょうどしりょうかん）は、広島県庄原市口和町永田にある博物館。

## 概要
広島県立庄原格致高等学校口和分校の廃校により、校舎をそのまま資料館として利用する形で1982年に開館。
開館当初は地元の古民具や化石を中心に展示していた。
現在の館長の就任以降、古いアナログ音響映像機器・プロ用放送機器なども加えて展示を行っている（完動品）。地元の廃業した映画館の設備を流用し、館内にミニシアターを設けている。

## 開館日
- 毎週月曜日、木曜日、土曜日（いずれも09:00-17:00）

## 展示内容
- 古民具
- 化石
- 蓄音機・レコード盤・オーディオ機器
- 映画館（映写機 16mm 35mm)
- 写真機器